# الشيحية
الشيحية إحدى مدن الجمهورية التونسية، تقع في ولاية صفاقس. بلغ عدد سكانها 23,625 نسمة حسب تعداد العام 2004.